# 无锡市锡山区图书馆
31°35′20″N 120°21′06″E / 31.58896°N 120.35167°E
锡山区图书馆，又称无锡市锡山区图书馆，是中华人民共和国江苏省无锡市锡山区的一个公立图书馆。

## 沿革
前身为1975年的无锡县图书馆。1995年，无锡县撤县设市后改称锡山市图书馆。2001年1月，撤市建区，锡山市图书馆一分为二，成立惠山区图书馆和锡山区图书馆。锡山区图书馆下辖综合借间室、少儿图书室，综合阅览室、古糖室、电子阅览室、青少年绿色上网活动中心等。